# Einar Meinander
Jakob Einar Meinander, född 11 april 1873 i Helsingfors, död 26 maj 1947 i Helsingfors, var en finländsk lärare. Han var son till vicehäradshövding Konrad Meinander och Sally Maria Meinander. 
Einar Meinander ägnade hela sitt yrkesverksamma liv åt skolväsendet. Åren 1906–1917 arbetade han som föreståndare vid Läroverket för gossar och flickor i Helsingfors. Sedan år 1910 arbetade han även vid Svenska normallyceum och från år 1924 var han överlärare i matematik, fysik och kemi vid skolan.   